# Sanctity
Sanctity – amerykańska grupa muzyczna wykonująca thrash metal, powstała w 1998 w Asheville.

## Muzycy

### Obecny skład zespołu
- Zeff Childress – gitara
- Jeremy London – perkusja
- Zach Jordan – gitara
- Scott Smith – gitara basowa

### Byli członkowie zespołu
- Nate Queen – śpiew
- Brian Stephenson – śpiew
- Joey Cox – śpiew
- Jared MacEachern – śpiew, gitara
- Danny Lanier – gitara basowa
- Derek Anderson – gitara basowa
- Billy Moody – gitara basowa

## Dyskografia

### Albumy studyjne
- Road to Bloodshed (2007)

## Teledyski
- „Zeppo” (2005)
- „Beneath the Machine” (2007)
- „Beloved Killer” (2007)